# حركة كازامانس المستقلة
حركة كازامانس المستقلة (بالفرنسية: Mouvement Autonome Casamançais) كانت حزباً سياسياً في كازامانس، جنوب السنغال . كان أساني سيك رئيس الحزب.
تم ربط الحركة في البداية بالقسم الفرنسي من منظمة العمال الدولية، ولكن تم دمجها لاحقًا مع الكتلة الشعبية السنغالية.